# Palmarés da Mitchelton Scott
A equipa ciclista profissional australiano Mitchelton-Scott (e as suas anteriores denominações) tem tido durante toda a sua história as seguintes vitórias:

## Orica-Scott

### 2017

#### UCI WorldTour de 2017
| Datas         | Carreiras                                   | Ganhadora            |
| 10 de junho   | 4.ª etapa do The Women's Tour               | Sarah Roy            |
| 1 de julho    | 2.ª etapa do Giro d'Italia Feminino         | Annemiek van Vleuten |
| 4 de julho    | 5.ª etapa do Giro d'Italia Feminino (CRI)   | Annemiek van Vleuten |
| 29 de agosto  | Prólogo do Boels Rental Ladies Tour (CRI)   | Annemiek van Vleuten |
| 31 de agosto  | 3.ª etapa do Boels Rental Ladies Tour (CRI) | Annemiek van Vleuten |
| 3 de setembro | Boels Rental Ladies Tour                    | Annemiek van Vleuten |

#### Calendário UCI Feminino de 2017
| Datas         | Carreiras                               | Ganhadora            |
| 14 de janeiro | 1.ª etapa do Santos Women's Tour        | Amanda Spratt        |
| 17 de janeiro | Santos Women's Tour                     | Amanda Spratt        |
| 28 de janeiro | Cadel Evans Great Ocean Road Race Women | Annemiek van Vleuten |
| 16 de maio    | Durango-Durango Emakumeen Saria         | Annemiek van Vleuten |
| 18 de maio    | 2.ª etapa da Emakumeen Euskal Bira      | Amanda Spratt        |
| 19 de maio    | 3.ª etapa da Emakumeen Euskal Bira      | Katrin Garfoot       |
| 20 de maio    | 4.ª etapa da Emakumeen Euskal Bira      | Annemiek van Vleuten |
| 21 de maio    | SwissEver GP Cham-Hagendorn             | Sarah Roy            |

#### Campeonatos nacionais
| Datas        | Carreiras                                         | Ganhadora            |
| 5 de janeiro | Campeonato da Austrália Contrarrelógio (CRI)      | Katrin Garfoot       |
| 8 de janeiro | Campeonato da Austrália em Estrada                | Katrin Garfoot       |
| 21 de junho  | Campeonato dos Países Baixos Contrarrelógio (CRI) | Annemiek van Vleuten |

#### Campeonato Mundial
| Datas          | Carreiras                               | Ganhador             |
| 19 de setembro | Campeonato Mundial Contrarrelógio (CRI) | Annemiek van Vleuten |

## Mitchelton-Scott

### 2018

#### UCI WorldTour de 2018
| Datas         | Carreiras                                 | Ganhadora            |
| 22 de março   | Três Dias de Bruges–De Panne              | Jolien D'Hoore       |
| 20 de maio    | 2.ª etapa da Emakumeen Euskal Bira (CRI)  | Annemiek van Vleuten |
| 22 de maio    | 4.ª etapa da Emakumeen Euskal Bira        | Amanda Spratt        |
| 22 de maio    | Emakumeen Euskal Bira                     | Amanda Spratt        |
| 13 de junho   | 1.ª etapa do The Women's Tour             | Jolien D'Hoore       |
| 15 de junho   | 3.ª etapa do The Women's Tour             | Sarah Roy            |
| 8 de julho    | 3.ª etapa do Giro d'Italia Feminino       | Jolien D'Hoore       |
| 9 de julho    | 4.ª etapa do Giro d'Italia Feminino       | Jolien D'Hoore       |
| 11 de julho   | 6.ª etapa do Giro d'Italia Feminino       | Amanda Spratt        |
| 12 de julho   | 7.ª etapa do Giro d'Italia Feminino (CRI) | Annemiek van Vleuten |
| 14 de julho   | 9.ª etapa do Giro d'Italia Feminino       | Annemiek van Vleuten |
| 15 de julho   | 10.ª etapa do Giro d'Italia Feminino      | Annemiek van Vleuten |
| 15 de julho   | Giro d'Italia Feminino                    | Annemiek van Vleuten |
| 17 de julho   | La Course by Le Tour de France            | Annemiek van Vleuten |
| 28 de agosto  | Prólogo do Boels Ladies Tour (CRI)        | Annemiek van Vleuten |
| 29 de agosto  | 2.ª etapa do Boels Ladies Tour            | Annemiek van Vleuten |
| 2 de setembro | 6.ª etapa do Boels Ladies Tour (CRI)      | Annemiek van Vleuten |
| 2 de setembro | Boels Ladies Tour                         | Annemiek van Vleuten |

#### Calendário UCI Feminino de 2018
| Datas         | Carreiras                                 | Ganhadora            |
| 13 de janeiro | 3.ª etapa do Santos Women's Tour          | Amanda Spratt        |
| 14 de janeiro | Santos Women's Tour                       | Amanda Spratt        |
| 31 de janeiro | 2.ª etapa do Womens Herald Sun Tour (CRI) | Annemiek van Vleuten |
| 27 de maio    | SwissEver GP Cham-Hagendorn               | Amanda Spratt        |
| 27 de maio    | Gooik-Geraardsbergen-Gooik                | Sarah Roy            |
| 22 de agosto  | Veenendaal Veenendaal Classic             | Annemiek van Vleuten |

#### Campeonatos nacionais
| Datas        | Carreiras                                        | Ganhadora        |
| 5 de janeiro | Campeonato da Nova Zelândia Contrarrelógio (CRI) | Georgia Williams |
| 6 de janeiro | Campeonato da Nova Zelândia em Estrada           | Georgia Williams |

#### Campeonato Mundial
| Datas          | Carreiras                               | Ganhadora            |
| 25 de setembro | Campeonato Mundial Contrarrelógio (CRI) | Annemiek van Vleuten |

### 2019

#### UCI WorldTour de 2019
| Datas         | Carreiras                                 | Ganhadora            |
| 9 de março    | Strade Bianche                            | Annemiek van Vleuten |
| 28 de abril   | Liège-Bastogne-Liège                      | Annemiek van Vleuten |
| 23 de maio    | 2.ª etapa da Emakumeen Euskal Bira        | Amanda Spratt        |
| 9 de julho    | 5.ª etapa do Giro d'Italia Feminino       | Annemiek van Vleuten |
| 10 de julho   | 6.ª etapa do Giro d'Italia Feminino (CRI) | Annemiek van Vleuten |
| 14 de julho   | Giro d'Italia Feminino                    | Annemiek van Vleuten |
| 3 de setembro | Prólogo do Boels Ladies Tour (CRI)        | Annemiek van Vleuten |

#### Calendário UCI Feminino de 2019
| Datas         | Carreiras                           | Ganhadora     |
| 11 de janeiro | 2.ª etapa do Santos Women's Tour    | Amanda Spratt |
| 12 de janeiro | 3.ª etapa do Santos Women's Tour    | Grace Brown   |
| 13 de janeiro | Santos Women's Tour                 | Amanda Spratt |
| 31 de janeiro | 2.ª etapa do Womens Herald Sun Tour | Lucy Kennedy  |
| 31 de janeiro | Womens Herald Sun Tour              | Lucy Kennedy  |
| 20 de maio    | Durango-Durango Emakumeen Saria     | Lucy Kennedy  |
| 1 de agosto   | Clássica Feminina Navarra           | Sarah Roy     |
| 3 de agosto   | Clássica San Sebastián              | Lucy Kennedy  |

#### Campeonatos nacionais
| Datas        | Carreiras                                         | Ganhadora            |
| 4 de janeiro | Campeonato da Nova Zelândia Contrarrelógio (CRI)  | Georgia Williams     |
| 8 de janeiro | Campeonato da Austrália Contrarrelógio (CRI)      | Grace Brown          |
| 26 de junho  | Campeonato dos Países Baixos Contrarrelógio (CRI) | Annemiek van Vleuten |

#### Campeonato Mundial
| Datas          | Carreiras                     | Ganhadora            |
| 28 de setembro | Campeonato Mundial em Estrada | Annemiek van Vleuten |